# 深田博史
深田 博史（ふかだ ひろし、1952年（昭和27年）2月27日 - ）は、日本の外交官。外務省領事局長、駐セネガル特命全権大使を経て、駐ベトナム特命全権大使。

## 経歴・人物
大阪府出身。1976年大阪外国語大学外国語学部仏語科在学中に外務公務員採用上級試験に合格。1977年大阪外大を中退し、外務省に入省した。
1992年外務省経済局国際エネルギー課企画官、1993年外務省経済協力局政策課企画官、1994年外務省経済協力局開発協力課長、1995年在パキスタン日本国大使館参事官、同年国連難民高等弁務官事務所顧問、1997年7月、国際連合難民高等弁務官特別顧問、2000年在ジュネーブ国際機関日本政府代表部参事官、経済協力開発機構日本政府代表部公使、2002年国際協力事業団企画・評価部長、2004年外務省大臣官房参事官（危機管理担当）兼領事局参事官、2005年外務省領事局参事官。
2006年外務省国際協力局審議官。2007年には第34回主要国首脳会議準備事務局長を務めた。
2008年7月に外務省領事局長に就任。ペシャワール会の日本人男性がアフガニスタンのジャラーラーバードで誘拐された際には、設置された連絡室の室長を務めて、対応にあたった。
2010年駐セネガル兼カーボヴェルデ兼ガンビア兼ギニアビサウ特命全権大使に就任。
2013年に駐ベトナム特命全権大使に就任。2013年10月4日、共産ベトナムの建国と防衛に多大な貢献をしたヴォー・グエン・ザップ将軍が逝去したが、10月12日にハノイの国家葬儀場で執り行われたザップ将軍の国葬には深田大使も参列している。2014年（平成26年）5月26日、ベトナム国防部の国連平和維持活動（PKO）担当部局設立式典に出席し、南シナ海などで活動を活発化させる中華人民共和国を間接的に批判した。
2016年12月、ENSOME　PARTNERS株式会社顧問。

## 同期
- 秋元義孝（12年駐オーストラリア大使・10年儀典長）
- 佐野利男（13年軍縮会議代表部大使・10年駐デンマーク大使・08年軍縮不拡散・科学部長）
- 鈴木敏郎（13年駐エジプト大使・12年中東・北アフリカ諸国情勢担当大使・10年駐シリア大使・08年中東アフリカ局長）
- 梅本和義（13年国連次席大使・11年駐スイス大使・08年北米局長）
- 長崎輝章（13年駐バチカン大使・10年駐グアテマラ大使）
- 太田清和（10年シアトル総領事）
- 佐藤悟（11年駐スペイン大使・10年外務報道官・08年中南米局長）
- 小寺次郎（12年駐サウジアラビア大使・10年欧州局長・08年国際情報統括官）
- 八木毅（12年駐印大使兼ブータン大使・10年経済局長）
- 長嶺安政（13年外務審議官（経済）・12年駐オランダ大使・10年国際法局長）
- 川田司（11年駐アルジェリア大使・10年領事局長）
- 角茂樹（11年駐バーレーン大使・08年国連大使）
- 井上進（11年駐コートジボワール大使）
- 小池政行（日本赤十字看護大学教授）
- 佐渡島志郎（11年駐バングラデシュ大使・10年国際協力局長）
- 花田吉隆（11年駐東ティモール大使）
- 杉山晋輔（13年外務審議官（政務）・11年アジア大洋州局長・08年地球規模課題審議官）
- 高原寿一（12年駐チュニジア大使）
- 手塚義雅（12年駐トリニダード・トバゴ大使）